# Ruffey-lès-Beaune
Ruffey-lès-Beaune ist eine französische Gemeinde mit 742 Einwohnern (Stand: 1. Januar 2022) im Département Côte-d’Or in der Region Bourgogne-Franche-Comté (vor 2016 Bourgogne); sie gehört zum Arrondissement Beaune und zum Kanton Ladoix-Serrigny. 

## Geographie
Ruffey-lès-Beaune liegt etwa 32 Kilometer südsüdwestlich von Dijon. Umgeben wird Ruffey-lès-Beaune von den Nachbargemeinden Ladoix-Serrigny im Norden, Villy-le-Moutier im Nordosten und Osten, Marigny-lès-Reullée im Osten und Südosten, Meursanges im Südosten und Süden, Combertault im Süden, Beaune im Südwesten und Westen sowie Vignoles im Westen.

## Bevölkerung
| Jahr                       | 1962 | 1968 | 1975 | 1982 | 1990 | 1999 | 2006 | 2011 | 2019 |
| Einwohner                  | 354  | 415  | 389  | 519  | 622  | 658  | 677  | 703  | 731  |
| Quellen: Cassini und INSEE |      |      |      |      |      |      |      |      |      |

## Sehenswürdigkeiten

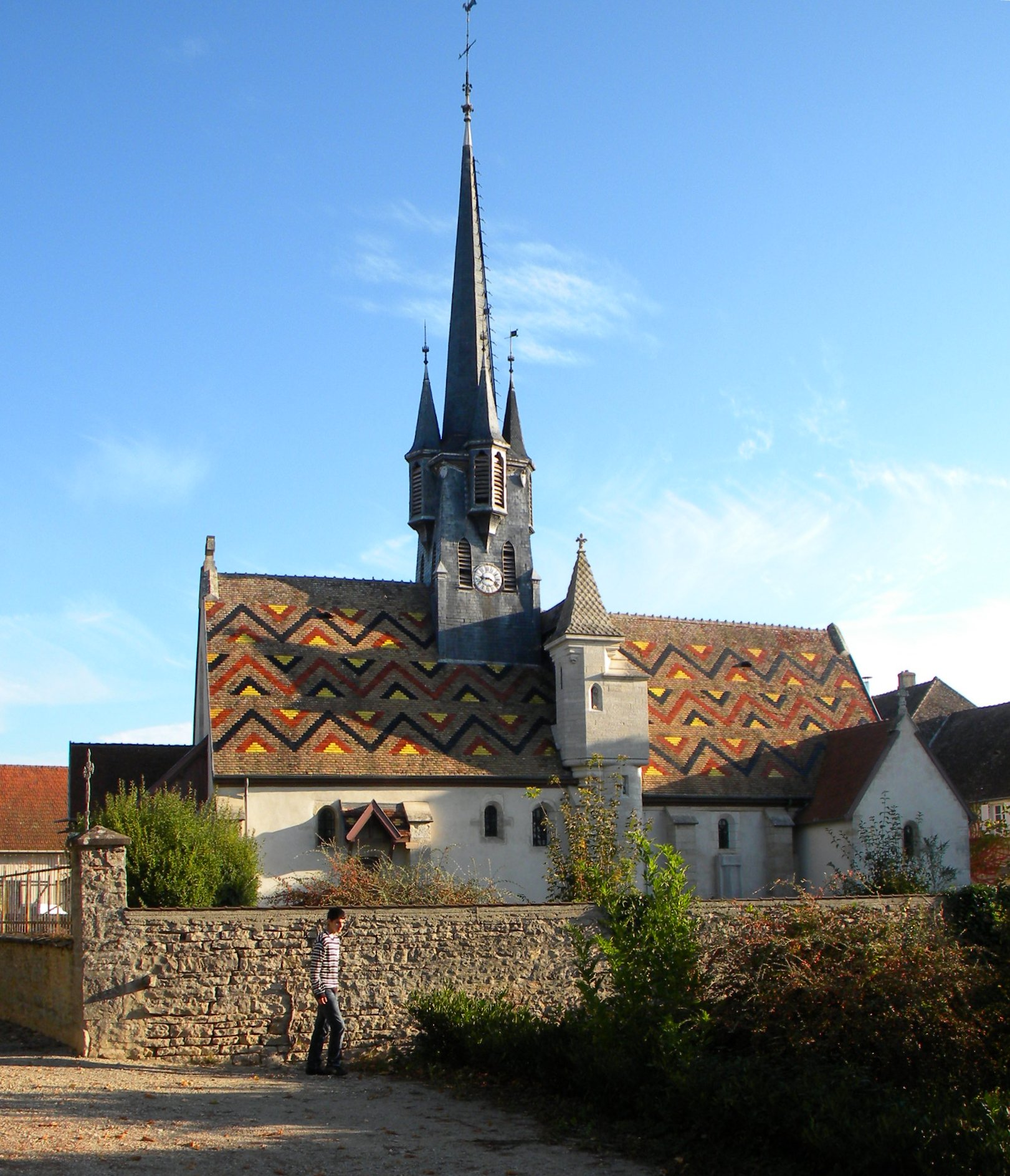
Kirche Saint-Léger

- Kirche Saint-Léger, 1461 erbaut